# Ernst Mann

Mann als Masurenfuchs (1905)

Ernst Mann (* 7. November 1886 in Pillau; † 18. Juli 1945 in Hagenow) war ein deutscher Jurist in der Finanzverwaltung.

## Leben
Als Sohn des Rentners Albert Mann besuchte Ernst Mann die Realschule in Pillau und die Burgschule (Königsberg). Nach dem Abitur immatrikulierte er sich zum Sommersemester 1905 an der Albertus-Universität Königsberg für Rechtswissenschaft. Im selben Semester wurde er im Corps Masovia aktiv. Als Inaktiver wechselte er an die Universität Genf und die Ludwig-Maximilians-Universität München. Das Studium beendete er am 26. März 1909 mit dem Referendarexamen. Danach diente er als Einjährig-Freiwilliger beim Grenadier-Regiment „König Friedrich I.“ (4. Ostpreußisches) Nr. 5 in Danzig. Das Ende seines Referendariats erlebte er bei der Preußischen Armee im Ersten Weltkrieg; schon Soldat, bestand er am 6. Oktober 1914 die Assessorprüfung. Als Gerichtsassessor machte er den ganzen Krieg mit. Als Kompanieführer im 8. Westpreußischen Infanterie-Regiment Nr. 175 kämpfte er bis Ende 1915 an der Ostfront, später ununterbrochen an der Westfront. Er wurde zweimal verwundet und erwarb frühzeitig beide Klassen des Eisernen Kreuzes. Als Oberleutnant zeichnete er sich im August 1918 beim Sturm auf das verlorengegangene Écoust-Saint-Mein durch selbständiges Eingreifen besonders aus. Er wurde dafür im Deutschen Heeresbericht genannt und mit dem Ritterkreuz des Königlichen Hausordens von Hohenzollern mit Schwertern ausgezeichnet.
Am 15. April 1919 als Hauptmann demobilisiert, kam er für fünf Monate zur Oberzolldirektion Königsberg. Nach einem halben Jahr als Regierungsassessor beim Finanzamt Königsberg I wurde er am 1. April 1920 zum Regierungsrat und genau neun Jahre später zum Oberregierungsrat beim Landesfinanzamt Königsberg ernannt. Dort betätigte er sich als SA-Sturmführer. Zum 1. April 1931 trat er der NSDAP bei (Mitgliedsnummer 533.496). In der Zeit des Nationalsozialismus wurde er am 1. Juni 1934 zum Finanzgerichtsdirektor in Königsberg ernannt. Nebenamtlich war er Rechtsreferent der Motorgruppe Ostland im NSKK. Im Rechtswahrerbund war er Vorsitzender des Gau-Ehrengerichts. Seit dem 1. Oktober 1936 Direktor des Landesfinanzamts Pommern in Stettin, wurde er am  1. Mai 1938 schließlich Oberfinanzpräsident in Pommern. Dort gehörte er zum Stab der Motorgruppe Ostsee (NSKK).
Nach Westmecklenburg geflohen, nahm er sich 1945 das Leben. Die Besatzungsmacht war am 1. Juli von den Briten und Amerikanern auf die Sowjets übergegangen.